# Calle de San Marcial (San Sebastián)
La calle de San Marcial es una vía pública de la ciudad española de San Sebastián.

## Descripción
La calle recuerda con el título actual, que ostenta desde 1866, a la montaña en la que se han librado varias batallas a lo largo de los siglos. La vía discurre desde el paseo de los Fueros hasta la calle de Zubieta, donde conecta con la de Easo. Tiene cruces con las calles de Echaide, de Vergara, de Guetaria, de Hondarribia y de Urbieta. Aparece descrita en Las calles de San Sebastián (1916) de Serapio Múgica Zufiria con las siguientes palabras:

Calle de San Marcial.—Por acuerdo de 12 de Septiembre de 1866, se dispuso llamar así a una de las calles de la capital, por rendir honor, sin duda, a la montaña de este nombre, enclavada en Irún, en donde obtuvieron los guipuzcoanos dos victorias brillantes en 1522 y 1813, peleando contra los franceses, y otra los Miqueletes de la provincia en 1874, desalojando de aquel lugar a los carlistas. La sangre vertida en aquel alto, ha hecho memorable el nombre de este monte, en cuya cima se levanta la ermita de San Marcial, como recuerdo del día en que se libró la batalla de 1522, que fué el 30 de Junio.
(Múgica Zufiria, 1916, p. 119)